# Dundee
Dundee (/dʌnˈdiː/ⓘ, en escocés: Dundee; en gaélico: Dùn Dè [ˈt̪uːn tʲeː]) es una ciudad y un condado o concejo de Escocia, en el Reino Unido. Constituye la cuarta ciudad más poblada de Escocia y la trigesimoctava de todo el Reino Unido, con 148 270 habitantes según el censo de 2016 (cifra muy similar a la del año 2014). Esta localidad se sitúa en la costa este, en la parte norte de la bahía del río Tay, cerca de su desembocadura en el mar del Norte, donde se convierte en ría y forma un estuario.

## Origen
La ciudad fue construida alrededor de una colina basáltica, llamada hoy en día Dundee Law, que tiene 174 metros de altura. Durante la Edad del Hierro, el lugar sobre el que actualmente se asienta Dundee estuvo ocupado por un asentamiento picto. En su Historia del pueblo escocés (History of the Scottish People, 1527), Hector Boece sugirió que el nombre picto del lugar fuese Alec-tum, que significaría 'lugar hermoso'; topónimo que hasta 1607, según William Camden, fue usado junto al actual para referirse a la ciudad.
Desde 1975, la localidad es el centro administrativo de la región de Tayside, y fue administrada como uno de sus distritos. Tras la abolición del sistema administrativo escocés de dos niveles, en 1996, la ciudad de Dundee, incorporando el burgo de Ferry, pasó a ser una autoridad autónoma, convirtiéndose así en una de las subdivisiones gubernamentales locales más pequeñas de Escocia en términos de superficie.
Los lemas de la ciudad son «Dei Donum» (en latín: 'Regalo de Dios') y «Prudentia et Candore» ('Prudencia y candor'). Por lo general, solo el último se utiliza para fines cívicos.
Dundee, que celebró su octogésimo aniversario en 1991, es conocida como la «Ciudad del Discovery», en honor al RRS Discovery, la famosa nave de exploración antártica de Robert Falcon Scott y Ernest Shackleton, que fue construida en la ciudad entre 1900 y 1901.
El 5 de marzo del 2004, Dundee fue reconocida Ciudad de Comercio Justo, como promotora de dicho tipo de comercio.
Igualmente, cabe destacar que Dundee es la ciudad escocesa más soleada, con una media de más de 1500 horas de sol al año.

## Ubicación

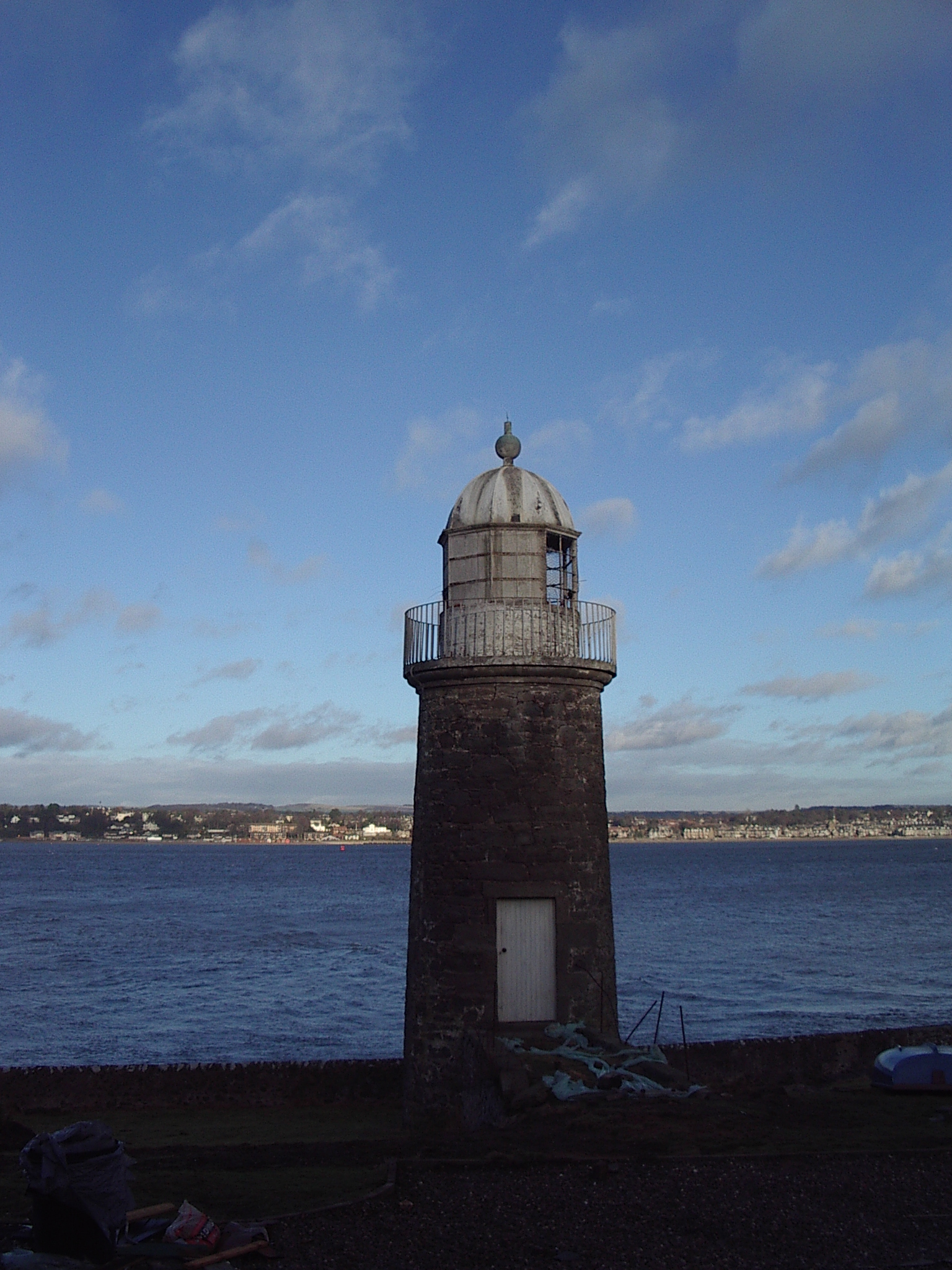
Faro de Dundee.

Dundee se encuentra rodeada por las colinas Sidlaw en su parte norte. Está próxima a algunas de las ciudades, de los puntos de interés y de los paisajes más conocidos de Escocia, tales como: Perth (32 km); las Highlands, hacia el oeste; Saint Andrews (22 km.); y Fife, al sur. Así como el concejo de Angus, que rodea completamente la ciudad y en el que se encuentran los hermosos valles de Angus. Dos de los más famosos campos de golf del mundo, el Old Course de St Andrews y el de Carnoustie, están cerca de Dundee. Mientras que el Castillo de Glamis se halla a solo 20 kilómetros al norte de Dundee.

## Historia

### Etimología
Se dice que David de Escocia, octavo duque de Huntingdon y hermano de Guillermo I de Escocia, llamó a la ciudad Donum Dei ('Regalo de Dios'), después de haberse librado de una muerte segura durante su retorno de las cruzadas. Sin embargo, esto es una leyenda, ya que el nombre proviene del gaélico Dun Dèagh, que significa 'Fuerte en el Tay' (Dun es un prefijo común en topónimos celtas, con el significado de 'lugar fortificado').

### Burgo medieval
Aunque el lugar ya existía con anterioridad, Guillermo I le otorgó el estatus de burgo real en 1191.

### Siglosxiiiyxiv
Durante los siglos xiii y xiv, Dundee conoció varios períodos de ocupación y destrucción, debido a acontecimientos militares. Después de que Juan I de Escocia, en 1295, negase la autoridad sobre el Reino de Escocia que reclamaba Eduardo I de Inglaterra, el rey inglés se personó en Escocia en dos ocasiones con intenciones hostiles. Eduardo I arrebató a Dundee sus derechos legales, negándoles a los habitantes el derecho a su propio gobierno local y judicial. Eduardo I ocupó el castillo de Dundee en 1296, pero fue expulsado de él por William Wallace, en 1297, en el marco de la primera de las guerras de independencia de Escocia.
Entre 1303 y 1312, Dundee quedó nuevamente bajo ocupación inglesa, aunque en esta ocasión la expulsión de los ingleses, efectuada por Robert Bruce, comportó la destrucción del castillo. Robert Bruce se había proclamado rey de Escocia en 1309 con el nombre de Roberto I, en la cercana abadía de Scone. En 1327, Roberto I otorgó el título de burgo real a la ciudad de Dundee.
Durante la guerra de los Cien Años, los franceses invocaron la «vieja alianza» con Escocia para combatir juntos contra Inglaterra. En respuesta, el rey inglés Ricardo II marchó hacia el norte y arrasó Dundee, Edimburgo y Perth, durante la llamada segunda guerra de independencia de Escocia.

### Sigloxvi

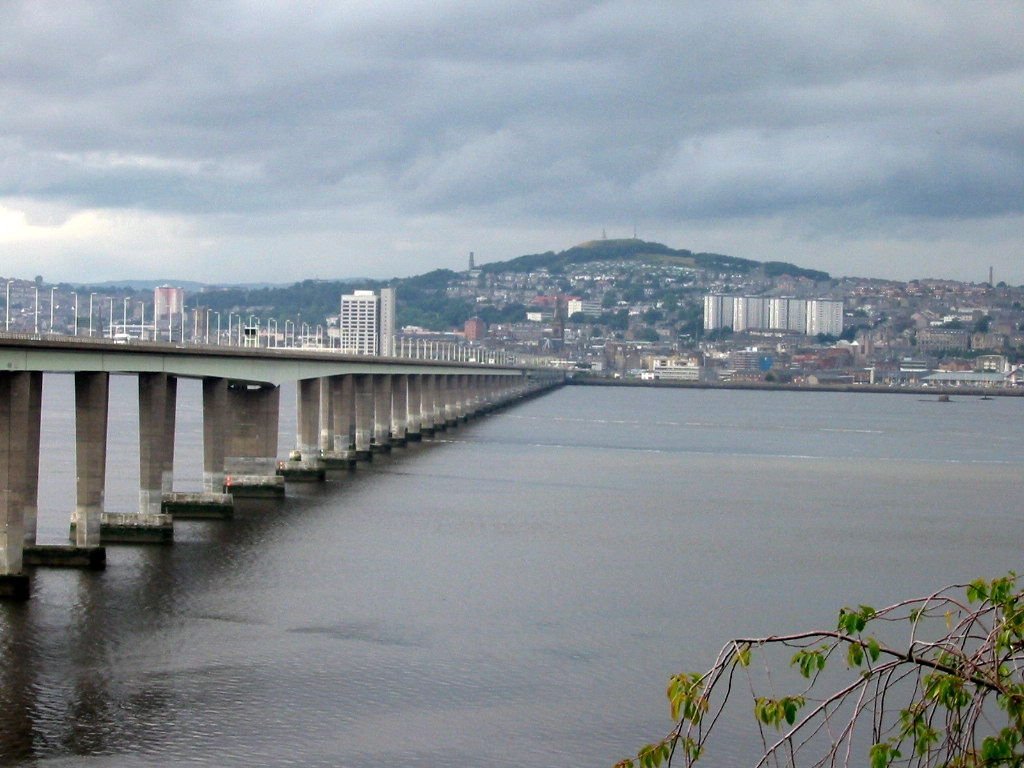
Una vista de Dundee y del puente sobre el río Tay.

A pesar de los constantes ataques sobre Dundee, no se construyeron murallas en la ciudad hasta el año 1545, en medio de los intentos de Enrique VIII de Inglaterra de extender sus ambiciones políticas y el protestantismo hacia el norte. Para ello, casó a su hijo más joven, el futuro Eduardo VI, con María I de Escocia, de la casa de Estuardo. María I mantuvo la alianza con el rey francés, cuyos ejércitos consiguieron derrotar y hacer prisioneros a los enemigos protestantes de la reina, incluyendo a John Knox, en el castillo de Saint Andrews, en la cercana localidad de Fife, en julio de 1547. Ese mismo año, sin embargo, tras lograr la victoria en la batalla de Pinkie Cleugh, el rey inglés ocupó Edimburgo, a la vez que efectuó un bombardeo naval contra Dundee que provocó graves daños en la ciudad. El cementerio de Howff, otorgado a los habitantes de Dundee en 1546, es el último de los regalos a la ciudad efectuados por María Estuardo que quedó intacto.

### Sigloxvii
Durante un período de relativa calma entre los reinos de Escocia e Inglaterra, el estatus de Dundee como burgo real fue nuevamente confirmado por Carlos I de Inglaterra, el 14 de septiembre de 1641. Con el comienzo de la guerra civil escocesa en 1644, Dundee volvió a sufrir un ataque, aunque esta vez de los nobles leales al rey liderados por James Graham, primer marqués de Montrose, quien atacó la ciudad en abril de 1645.
Pero las tragedias no acabaron al cesar las hostilidades entre los escoceses realistas y los covenanters. El 1 de septiembre de 1651, durante la invasión de Escocia por las tropas del Parlamento inglés en la tercera guerra civil inglesa, el general George Monck, comandante de las fuerzas de Oliver Cromwell en Escocia, se apoderó de la ciudad de Dundee, que fue saqueada por sus tropas, destruida casi por completo y matando a unos 2000 de los 12 000 habitantes.[cita requerida]
John Graham, primer vizconde de Dundee, alzó el estandarte de la Casa de Estuardo en 1689, consiguiendo el apoyo de la ciudad a la causa de los jacobitas. Por esta significativa contribución a la causa jacobita, Graham pasó a ser conocido como Bonnie Dundee.
Una pequeña sección de la muralla de la ciudad, el conocido Arco Wishart, todavía permanece intacto como recordatorio de la turbulenta historia de Dundee.

### Siglosxviiiyxix

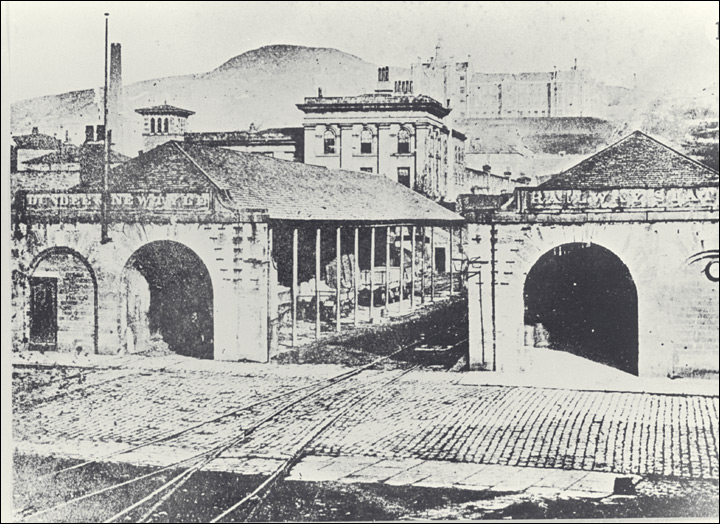
Imagen de la estación ferroviaria en Dundee, entre 1831 y 1861.

Tras la firma en el año 1707 del Acta de Unión entre Escocia e Inglaterra, que supuso la incorporación de ambos en el Reino Unido de Gran Bretaña, terminaron los enfrentamientos militares. Dundee pudo así reconstruir su puerto y establecerse como un centro industrial y comercial. Su progreso industrial se basó especialmente en tres sectores: el yute, la mermelada y el periodismo.
En lo referente a la industria textil, durante los siglos xviii y xix, el lino era importado desde los países ribereños del mar Báltico, siendo utilizado como materia prima para la elaboración de tejidos. Este activo comercio mantenía 36 molinos en marcha en 1835, pero varios conflictos bélicos —en especial la guerra de Crimea contra el Imperio ruso— pusieron freno al mismo. Por estas fechas, el yute, una fibra vegetal originaria del subcontinente indio, fue contemplado como una posibilidad alternativa para la industria textil, pero resultaba difícil de manejar. Se descubrió que un tratamiento de las fibras con aceite de ballena, elemento que podía ser aportado por otra industria local, hacía posible el hilado del yute, con lo que se abrió paso al desarrollo industrial en la producción de tejidos. Este crecimiento económico precipitó a su vez un vertiginoso incremento en la población, que pasó de 26 000 habitantes en 1801 a 40 000 en 1835. Posteriormente, aumentó de 90 000 moradores en 1861 a 130 000 en 1870.[cita requerida]
A finales del siglo xix, la mayoría de la población obrera de Dundee trabajaba en la manufactura del yute; no obstante, la industria empezó a decaer en 1914, cuando resultaba más barato comprar yute importado de la India, pues los «barones del yute» de Dundee habían invertido grandes cantidades de dinero en compañías manufactureras indias. La producción comercial de yute en Dundee llegó a su fin en la década de 1960. Algunas empresas diversificaron con éxito su producción, al fabricar fibras sintéticas y linóleo, aunque solo por un corto periodo de tiempo. Muchos molinos fueron derribados, y otros fueron acondicionados para uso residencial. Un museo, ubicado en los antiguos Verdant Works, conmemora las raíces manufactureras de la ciudad y opera un pequeño taller de procesamiento de yute.

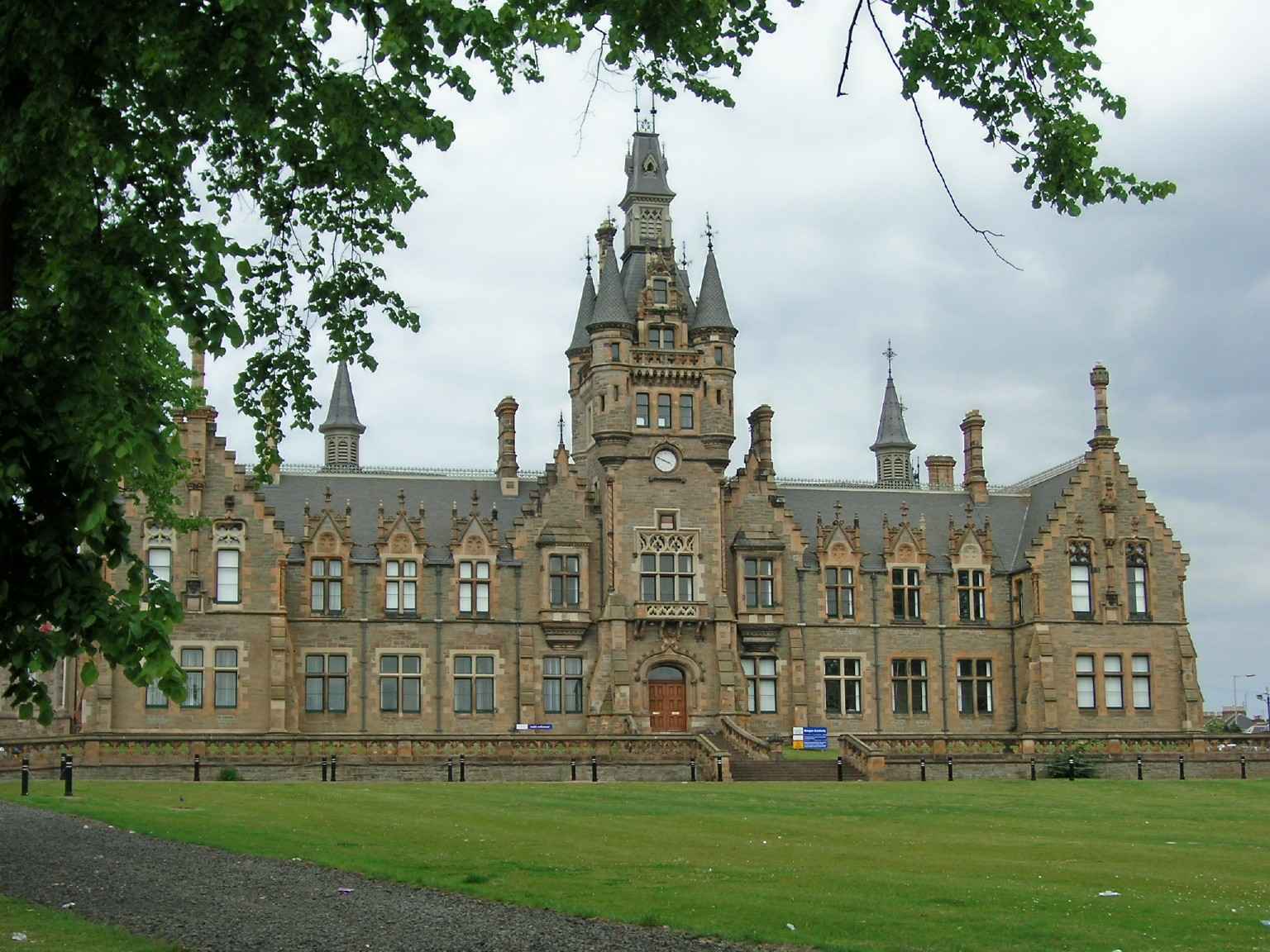
Academia Morgan, una escuela secundaria de Dundee.

En cuanto al origen de la mermelada, cuenta la leyenda que Janet Keiller ideó una receta en 1797 para poder usar un gran cargamento de naranjas procedentes de Sevilla, que había adquirido su esposo James. De hecho, se especula[¿quién?] con que parte de los frutos de esa carga llegaron a su destino podridos o se estropearon con posterioridad, y eso habría sido lo que verdaderamente dio origen a este producto. Realidad o leyenda, la mermelada se convirtió sin lugar a dudas en un famoso producto de exportación después de que James Keiller —hijo de Janet Keiller, pero no de su esposo— industrializase el proceso de producción durante el siglo xix. La producción tradicional fue víctima de empresas que emularon el proceso, aunque las distintivas jarras blancas de mermelada Keiller se pueden seguir comprando hoy en día.
En lo referente al periodismo, esta profesión continúa siendo importante en la actualidad en Dundee gracias a D. C. Thomson & Co. Ltd, que celebró su centenario en el año 2005. Este grupo mediático publica una gran variedad de periódicos, cómics para niños y revistas, como el Sunday Post, The Courier y los favoritos infantiles: The Beano y The Dandy.

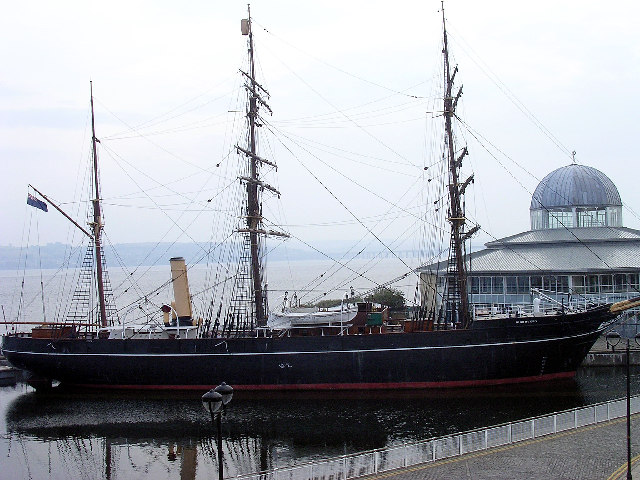
El RSS Discovery, anclado en el puerto de la ciudad.

Por otro lado, el hecho de que Dundee fuese durante el siglo xix un activo puerto para la caza de ballenas hizo que se desarrollase una intensa actividad en sus astilleros. En 1857, el navío ballenero Tay fue reacondicionado con motores de vapor, el primero del mundo en equiparlos. Para 1872, Dundee se había convertido en el principal puerto ballenero de las islas británicas. Más de dos mil barcos fueron construidos en la ciudad entre 1871 y 1881. El último ballenero construido en Dundee fue el Terra Nova, en 1884, antes de cesar dicha actividad con el decaimiento de la práctica comercial de la caza de ballenas, ante su casi extinción. La industria de construcción naval llegó a su fin, por su parte, en 1961. La Compañía Naval Dundee Perth and London (Dundee, Perth & London Shipping Company, DPLC) mantuvo su último barco de vapor en servicio por el río Tay: desde Perth hasta Kingston upon Hull e, incluso, hasta Londres. La firma todavía existe con esta denominación, aunque se ha transformado esencialmente en una mera agencia de viajes.
El RRS Discovery, el navío que navegó hasta la Antártida con Robert Falcon Scott, fue construido en Dundee en 1901. Regresó a su lugar de nacimiento en la década de 1980 y está anclado en la ciudad, al lado de un centro para visitantes que lleva su mismo nombre. Por su parte, un barco todavía más antiguo, la fragata HMS Unicorn, está anclado en el muelle. No fue construido en la ciudad, pero es el barco de guerra fabricado en madera más antiguo del Reino Unido que sigue todavía a flote, sirviendo de recordatorio de la intensa relación de la ciudad con el mar.
En 1879 se construyó un puente ferroviario sobre el río Tay, que conectó Dundee y Aberdeen con las ciudades de Fife y Edimburgo. Su terminación fue conmemorada en un poema en prosa por el poeta William McGonagall.

Beautiful Railway Bridge of the Silvery Tay!
With your numerous arches and pillars in so grand array
And your central girders, which seem to the eye
To be almost towering to the sky.
The greatest wonder of the day,
And a great beautification to the River Tay,
Most beautiful to be seen,
Near by Dundee and the Magdalen Green.
Beautiful Railway Bridge of the Silvery Tay!
That has caused the Emperor of Brazil to leave
His home far away, incognito in his dress,
And view thee ere he passed along en route to Inverness.
Beautiful Railway Bridge of the Silvery Tay!
The longest of the present day
That has ever crossed o’er a tidal river stream,
Most gigantic to be seen,
Near by Dundee and the Magdalen Green.
Beautiful Railway Bridge of the Silvery Tay!
Which will cause great rejoicing on the opening day
And hundreds of people will come from far away,
Also the Queen, most gorgeous to be seen,
Near by Dundee and the Magdalen Green.
Beautiful Railway Bridge of the Silvery Tay!
And prosperity to Provost Cox, who has given
Thirty thousand pounds and upwards away
In helping to erect the Bridge of the Tay,
Most handsome to be seen,
Near by Dundee and the Magdalen Green.
Beautiful Railway Bridge of the Silvery Tay!
I hope that God will protect all passengers
By night and by day,
And that no accident will befall them while crossing
The Bridge of the Silvery Tay,
For that would be most awful to be seen
Near by Dundee and the Magdalen Green.
Beautiful Railway Bridge of the Silvery Tay!
And prosperity to Messrs Bouche and Grothe,
The famous engineers of the present day,
Who have succeeded in erecting
The Railway Bridge of the Silvery Tay,
Which stands unequalled to be seen
Near by Dundee and the Magdalen Green.
¡Hermoso puente ferroviario del plateado Tay!
Con tus numerosos arcos y pilares en tan gran variedad
Y tus vigas centrales, que parecen al ojo
estar casi alzándose al cielo.
La mayor maravilla del día,
Y un gran embellecimiento para el río Tay,
El más hermoso visto,
Cerca de Dundee y el Magdalen Green
¡Hermoso puente ferroviario del plateado Tay!
Que ha hecho al emperador de Brasil abandonar
Su remoto hogar, incógnito en su vestimenta,
Y verte antes de pasar camino a Inverness.
¡Hermoso puente ferroviario del plateado Tay!
El más largo de hoy día
Que jamás haya cruzado sobre un curso de río de marea
El más gigantesco visto,
Cerca de Dundee y el Magdalen Green.
¡Hermoso puente ferroviario del plateado Tay!
Que causará gran júbilo en el día inaugural
Y cientos de personas vendrán de muy lejos,
También la Reina, la más hermosa vista,
Cerca de Dundee y el Magdalen Green.
¡Hermoso puente ferroviario del plateado Tay!
Y prosperidad para el preboste Cox, quien ha dado
Treinta mil libras y aún más
Para ayudar a erigir el puente del Tay,
El más apuesto visto,
Cerca de Dundee y el Magdalen Green.
¡Hermoso puente ferroviario del plateado Tay!
Espero que Dios proteja a todos los pasajeros
De noche y de día,
Y que ningún accidente les ocurra mientras crucen
El puente del plateado Tay,
Pues eso sería los más horrible visto
Cerca de Dundee y el Magdalen Green.
¡Hermoso puente ferroviario del plateado Tay!
Y prosperidad a los Sres. Bouche y Grothe,
Los famosos ingenieros del presente,
Quienes han logrado erigir
El puente ferroviario del plateado Tay,
Que destaca sin igual visto
Cerca de Dundee y el Magdalen Green.

Sin embargo, menos de un año después de su construcción, el puente se derrumbó debido a su propio peso, al que se añadía el de un tren con 75 pasajeros que pasaba por él durante una tormenta. McGonagall escribiría otro poema, «The Tay Bridge Disaster» (1880), donde cuenta vívidamente la tragedia. El puente fue reemplazado en 1887 por el que, en esas fechas, era el puente ferroviario más largo de Europa (en la actualidad, este récord lo posee el puente de Øresund, que une la capital danesa, Copenhague, con la ciudad sueca de Malmö, y que tiene tan solo cinco kilómetros de longitud más que el de Dundee).

### Sigloxx
El diputado en la Cámara de los Comunes por la circunscripción electoral de Dundee entre 1908 y 1922 fue Winston Churchill, quien en esas fechas era miembro del Partido Liberal. Las raíces nobiliarias de Churchill y las ausencias frecuentes de su circunscripción lo alejaron de sus electores. Los últimos años de su carrera política en Dundee estuvieron marcados por los ataques sufridos a manos de la prensa local. Churchill describió en una ocasión su circunscripción como «un puesto de por vida, barato y fácil, más allá de toda experiencia».[cita requerida] Una apendicitis le impidió hacer campaña para las elecciones a la Cámara de los Comunes, pero su esposa Clementine habló en su lugar, siendo menospreciada porque usaba perlas.[cita requerida] Churchill fue derrotado en esa elección por el candidato laborista Edmund Dene Morel, así como por el candidato del Partido de la Prohibición Escocés, Edwin Scrymgeour; en el caso de Scrymgeour, en el sexto intento. Así, el político inglés se fue de Dundee «sin apéndice, puesto ni partido» para nunca volver. En 1943 se le ofreció el premio Libertad de la Ciudad (Freedom of the City), por dieciséis votos contra quince, pero rehusó aceptarlo. Cuando la asamblea le pidió que explicara su negativa, simplemente dijo: «Yo no tengo más nada que añadir a la respuesta que ya se ha mandado».[cita requerida]

## Economía
La ciudad de Dundee nunca ha recuperado el nivel económico que tuvo en los siglos xviii y xix, como gran centro manufacturero, aunque ha evolucionado a un importante núcleo de investigaciones y desarrollo en muchas áreas. Aquí tiene su sede D. C. Thomson & Co. desde 1905.
En las décadas de 1960 y 1970, la llegada a la ciudad de tres grandes compañías, Michelin, NCR y Timex, alivió en alguna forma el desempleo. Timex cerró su planta en Dundee a principios del decenio de 1990, reflejando la actitud industrial de ese tiempo. El desarrollo de varias zonas empresariales y parques tecnológicos, además de, en particular, la llegada de varios centros empresariales de atención telefónica, contribuyó a la recuperación económica en la región.

## Clima
| Parámetros climáticos promedio de Dundee                       | Parámetros climáticos promedio de Dundee | Parámetros climáticos promedio de Dundee | Parámetros climáticos promedio de Dundee | Parámetros climáticos promedio de Dundee | Parámetros climáticos promedio de Dundee | Parámetros climáticos promedio de Dundee | Parámetros climáticos promedio de Dundee | Parámetros climáticos promedio de Dundee | Parámetros climáticos promedio de Dundee | Parámetros climáticos promedio de Dundee | Parámetros climáticos promedio de Dundee | Parámetros climáticos promedio de Dundee | Parámetros climáticos promedio de Dundee |
| Mes                                                            | Ene.                                     | Feb.                                     | Mar.                                     | Abr.                                     | May.                                     | Jun.                                     | Jul.                                     | Ago.                                     | Sep.                                     | Oct.                                     | Nov.                                     | Dic.                                     | Anual                                    |
| -------------------------------------------------------------- | ---------------------------------------- | ---------------------------------------- | ---------------------------------------- | ---------------------------------------- | ---------------------------------------- | ---------------------------------------- | ---------------------------------------- | ---------------------------------------- | ---------------------------------------- | ---------------------------------------- | ---------------------------------------- | ---------------------------------------- | ---------------------------------------- |
| Temp. máx. media (°C)                                          | 6.4                                      | 6.9                                      | 9.1                                      | 11.5                                     | 14.4                                     | 17.1                                     | 19.3                                     | 19.2                                     | 16.5                                     | 12.7                                     | 9.1                                      | 6.5                                      | 12.4                                     |
| Temp. mín. media (°C)                                          | 0.7                                      | 1.0                                      | 2.2                                      | 3.9                                      | 6.3                                      | 9.1                                      | 11.0                                     | 10.9                                     | 8.9                                      | 6.1                                      | 3.0                                      | 0.7                                      | 5.3                                      |
| Precipitación total (mm)                                       | 71.1                                     | 47.2                                     | 53.3                                     | 46.3                                     | 48.1                                     | 57.3                                     | 56.9                                     | 64.6                                     | 65.7                                     | 82.0                                     | 68.4                                     | 61.2                                     | 722.0                                    |
| Horas de sol                                                   | 53.6                                     | 77.3                                     | 116.2                                    | 145.9                                    | 191.2                                    | 166.4                                    | 174.3                                    | 166.3                                    | 126.0                                    | 95.9                                     | 69.8                                     | 43.1                                     | 1426.3                                   |
| Fuente n.º 1: KNMI/ Royal Netherlands Meteorological Institute |                                          |                                          |                                          |                                          |                                          |                                          |                                          |                                          |                                          |                                          |                                          |                                          |                                          |
| Fuente n.º 2: Met Office                                       |                                          |                                          |                                          |                                          |                                          |                                          |                                          |                                          |                                          |                                          |                                          |                                          |                                          |

## Educación

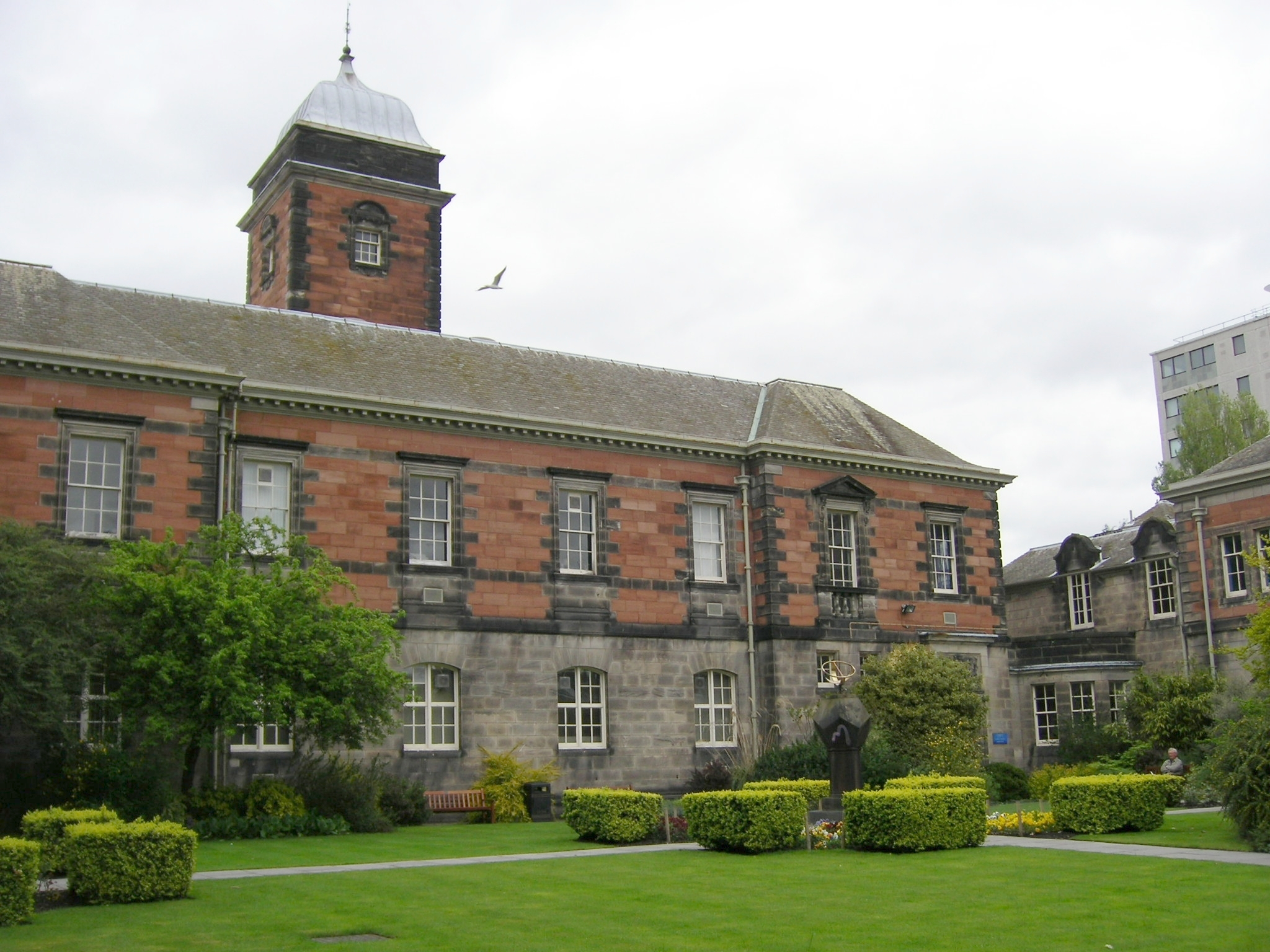
Universidad de Dundee.

En 1967, la Universidad de Dundee quedó formalmente constituida como centro universitario, tras haber sido una mera preparatoria de la Universidad de Saint Andrews durante setenta años. Hoy en día está a la vanguardia en las áreas de investigaciones de Medicina y Oncología, e incorpora la Escuela de Arte y Diseño Duncan de Jordanstone, una de las mejores escuelas de arte del Reino Unido. La rectora de la Universidad es la presentadora de televisión Lorraine Kelly. En octubre de 2005, se anunció que la Universidad se convertiría en el primer centro de la Unesco en el Reino Unido.
La Universidad de Abertay Dundee es relativamente nueva. Fue creada en 1994, bajo una ley gubernamental que le otorgó el título de universidad al Instituto de Tecnología de Dundee, abierto en 1888 y que había recibido autorización para otorgar diplomas en la década de 1980. Hoy en día, la Universidad de Abertay es líder mundial en tecnología para videojuegos y diseño. También es sede de la Escuela de Negocios de Dundee. David Jones, creador de los juegos Grand Theft Auto y The Lemmings, asistió a ella. Dare to Be Digita, una compañía de juegos mundialmente reconocida, es controlada por dicha universidad.
Dundee tiene una población estudiantil de aproximadamente 32 000 personas.[cita requerida]

## Religión
Las iglesias históricas de la ciudad son la iglesia Saint Mary y la iglesia Steeple. La Iglesia presbiteriana de Escocia tiene un presbiterio en Dundee que actualmente[¿cuándo?] consta de 45 congregaciones, aunque muchas de ellas comparten un mismo pastor.[cita requerida] Hay dos catedrales en la ciudad: la catedral de Saint Paul, de la Iglesia episcopaliana, y la catedral de Saint Andrew, de la Iglesia católica.
Desde hace más de un siglo, existe en la ciudad una comunidad judía. La actual sinagoga fue construida en la década de 1970. La comunidad musulmana construyó su mezquita en el año 2000. Dundee también cuenta con una de las dos únicas escuelas para señoritas musulmanas en toda Escocia. La ciudad también posee una gurdwara sij y un mandir hindú.

## Inventos relacionados con Dundee

### Alumbrado público

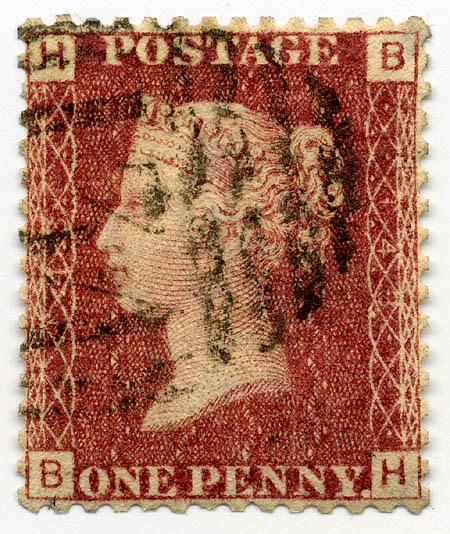
Penny Red, uno de los primeros sellos de correos.

Dundee fue la primera ciudad en el mundo en poseer un sistema de alumbrado público, empleando para ello bombillas diseñadas por James Bowman Lindsay.[cita requerida]

### Sello de correos
James Chalmers es reconocido por haber inventado el sello postal moderno en Dundee. Su tumba, en el cementerio Howff, dice: «Creador del sello de correos adhesivo, que salvó la propuesta de franqueo de penique de 1840, convirtiéndola en un éxito sin precedentes que ha sido adoptado en todos los servicios postales del mundo».[cita requerida]

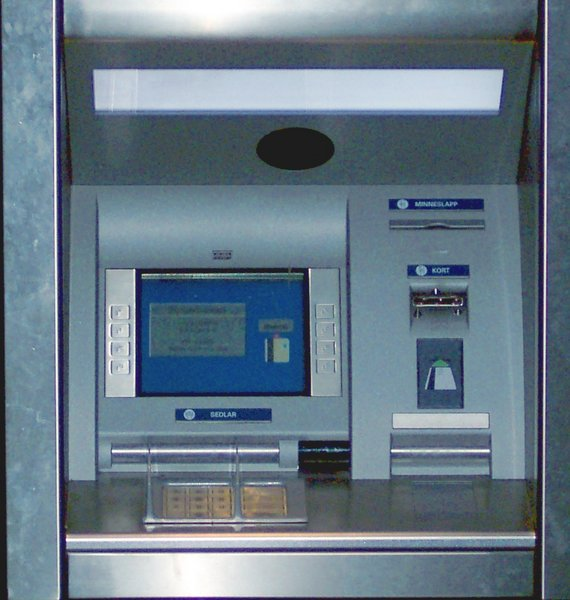
Cajero automático.

### El cajero automático
Una serie de innovaciones creadas por NCR Corporation —incluyendo el desarrollo de los lectores de bandas magnéticas para las cajas registradoras— culminó con la producción del primer cajero automático o «hueco en la pared», en la planta de producción de la empresa en Dundee, a finales de la década de 1960.

### Informática
El primer ordenador personal Sinclair fue producido por la compañía Timex en su planta de Dundee, a principios de la década de 1980. La compañía de juegos de ordenador Rockstar North, creadora de los juegos The Lemmings y Grand Theft Auto, fue fundada en Dundee bajo el nombre de DMA Design. La Games Company Real Time Worlds actualmente trabaja en Dundee en el desarrollo de juegos para Xbox 360. Para una pequeña ciudad que se encuentra a tanta distancia de Silicon Valley, el impacto en la industria de ordenadores que ha supuesto Dundee es extraordinario.

## Personalidades ligadas a la ciudad

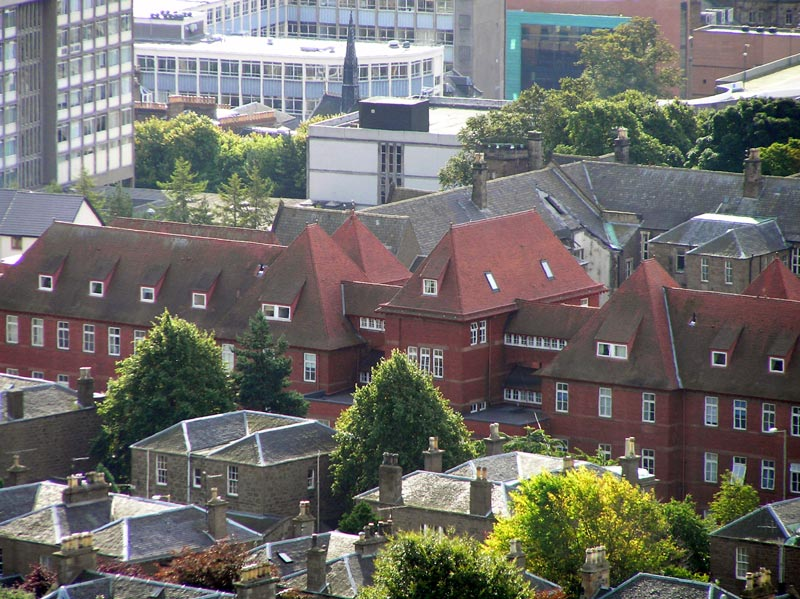
Edificios en el centro de la ciudad de Dundee.

### D'Arcy Wentworth Thompson
D'Arcy Wentworth Thompson fue uno de los mejores matemáticos y biólogos de Escocia. Fue nombrado profesor de Biología en 1885, en lo que en ese momento era la University College of Dundee. Vivió 32 años en Dundee, donde ayudó a crear un impresionante Museo Zoológico, coleccionando especímenes de todo el mundo. La mayoría de sus investigaciones se centraban en los principios matemáticos de la naturaleza, que culminaron con la publicación en 1917 de su libro On Growth & Form; y razón por la que se le conoce como el primer «biomatemático» del mundo. Ese mismo año se fue de Dundee para asumir una plaza como director de Historia Natural de la Universidad de Saint Andrews, donde permaneció en la docencia hasta la edad de 87 años. Murió en Saint Andrews, en 1948.

### Mary Shelley
La célebre autora de Frankenstein pasó quince meses en los alrededores de la ciudad entre 1812 y 1814, recuperándose de una enfermedad. Tuvo de anfitriones a la familia disidente Baxter y se alojó en The Cottage. El historiador Billy Kay ha señalado que la estancia de la autora en Dundee fue crucial en la creación de su novela.[cita requerida]

## Curiosidades
En el referéndum de 18 de septiembre de 2014, Dundee fue la circunscripción electoral con el mayor porcentaje de voto a favor de la independencia (57,3%).

## Ciudades hermanas
Dundee mantiene lazos culturales, económicos y educacionales con siete ciudades hermanas:
- Orleans, Francia (1946)
- Nablús, Palestina (1980)
- Chesterfield, Inglaterra
- Zadar, Croacia (1959)
- Dubái, Emiratos Árabes Unidos
- Wurzburgo, Alemania (1962)
- Alexandria, EUA (1974)

- La diócesis de Brechin (con sede en la catedral de Saint Paul, en Dundee) está hermanada con las diócesis de Iowa (Estados Unidos) y de Suazilandia.